# Powiat de Chełm
Pour les articles homonymes, voir Chełm.
Le powiat de Chełm (polonais : powiat chełmski) est un powiat (district) de la voïvodie de Lublin, dans le sud-est de la Pologne.
Il est né le 1er janvier 1999, à la suite des réformes polonaises de gouvernement local passées en 1998. 
Le siège administratif du powiat est la ville de Chełm, mais ne comprend pas la ville elle-même, qui forme un powiat urbaine séparée, situé à environ 70 kilomètres à l'est de Lublin (capitale de la voïvodie). Il y a une seule ville dans le powiat: Rejowiec Fabryczny qui se trouve à 17 kilomètres à l'ouest de Chełm.
Le district couvre une superficie de 1 779,64 kilomètres carrés. En 2006, sa population totale est de 79 991 habitants, avec une population pour la ville de Rejowiec Fabryczn de 4 533 habitants et une population rurale de 75 458 habitants.

## Division administrative
Le district est subdivisé en 15 gminy (communes) (1 urbaine et 14 rurales) :
- Commune urbaine : Rejowiec Fabryczny
- Communes rurales : Białopole, Chełm, Dorohusk, Dubienka, Kamień, Leśniowice, Rejowiec, Rejowiec Fabryczny, Ruda-Huta, Sawin, Siedliszcze, Wierzbica, Wojsławice, Żmudź

Celles-ci sont inscrites dans le tableau suivant, dans l'ordre décroissant de la population.
| Gmina                                                   | Type   | Supérficie (km²) | Population (2008) | Chef-lieu            |
| Gmina Chełm                                             | rural  | 221,8            | 12 602            | Pokrówka             |
| Gmina Siedliszcze                                       | rural  | 153,9            | 7 050             | Siedliszcze          |
| Gmina Dorohusk                                          | rural  | 192,4            | 6 936             | Dorohusk             |
| Gmina Rejowiec                                          | rural  | 106,3            | 6 695             | Rejowiec             |
| Gmina Sawin                                             | rural  | 190,2            | 5 660             | Sawin                |
| Gmina Wierzbica                                         | rural  | 146,4            | 5 372             | Wierzbica            |
| Gmina Ruda-Huta                                         | rural  | 112,5            | 4 813             | Ruda-Huta            |
| Gmina Rejowiec Fabryczny                                | rural  | 87,5             | 4 657             | Rejowiec Fabryczny * |
| Rejowiec Fabryczny                                      | urbain | 14,3             | 4 533             |                      |
| Gmina Wojsławice                                        | rural  | 110,2            | 4 267             | Wojsławice           |
| Gmina Kamień                                            | rural  | 96,9             | 4 037             | Kamień               |
| Gmina Leśniowice                                        | rural  | 117,9            | 3 996             | Leśniowice           |
| Gmina Żmudź                                             | rural  | 135,8            | 3 397             | Żmudź                |
| Gmina Białopole                                         | rural  | 103,6            | 3 227             | Białopole            |
| Gmina Dubienka                                          | rural  | 96,3             | 2 749             | Dubienka             |
| * Le siège ne fait pas partie du territoire de la gmina |        |                  |                   |                      |

## Démographie
Données du 30 juin 2005 :
| Description | Total  | Total | Femmes | Femmes | Hommes | Hommes |
| ----------- | ------ | ----- | ------ | ------ | ------ | ------ |
| Unité       | Nombre | %     | Nombre | %      | Nombre | %      |
| Population  | 73 709 | 100   | 37 276 | 50,57  | 36 433 | 49,43  |
| Urbain      | 4 569  | 6,20  | 2 353  | 3,19   | 2 216  | 3,01   |
| Rural       | 69 140 | 93,80 | 34 923 | 47,38  | 34 217 | 46,42  |

## Histoire
De 1975 à 1998, les différentes gminy du powiat actuel appartenaient administrativement à la Voïvodie de Chełm.